# Partecipanti al Tour de France 1958
Qui di seguito viene riportato l'elenco dei partecipanti al Tour de France 1958.

## Corridori per squadra
Nota: R ritirato, NP non partito, FT fuori tempo massimo
| Francia | Francia              | Francia | Paesi Bassi/ Lussemburgo | Paesi Bassi/ Lussemburgo | Paesi Bassi/ Lussemburgo | Centro            | Centro              | Centro            |
| ------- | -------------------- | ------- | ------------------------ | ------------------------ | ------------------------ | ----------------- | ------------------- | ----------------- |
| 1       | Jacques Anquetil     | R 23ª   | 81                       | Piet Damen               | 11º                      | 141               | Henry Anglade       | 17º               |
| 2       | Gilbert Bauvin       | 15º     | 82                       | Piet de Jongh            | 41º                      | 142               | Mario Bertolo       | 77º               |
| 3       | Louis Bergaud        | 8º      | 83                       | Jaap Kersten             | 44º                      | 143               | Emmanuel Busto      | 31º               |
| 4       | Louison Bobet        | 7º      | 84                       | Jef Lahaye               | R 10ª                    | 144               | Claude Colette      | R 21ª             |
| 5       | André Darrigade      | 21º     | 85                       | Wim van Est              | 46º                      | 145               | Jean Dotto          | R 23ª             |
| 6       | Jean Forestier       | R 2ª    | 86                       | Piet van Est             | 22º                      | 146               | Georges Gay         | R 19ª             |
| 7       | Joseph Groussard     | 25º     | 87                       | Gerrit Voorting          | 47º                      | 147               | Raphaël Géminiani   | 3º                |
| 8       | François Mahé        | R 21ª   | 88                       | Martin van den Borgh     | R 15ª                    | 148               | Jean Graczyk        | 14º               |
| 9       | Francis Pipelin      | 61º     | 89                       | Aldo Bolzan              | 32º                      | 149               | Pierre Polo         | 39º               |
| 10      | René Privat          | 60º     | 90                       | Marcel Ernzer            | 16º                      | 150               | Marcel Rohrbach     | 26º               |
| 11      | Jean Stablinski      | 68º     | 91                       | Charly Gaul              | 1º                       | 151               | Antonin Rolland     | 66º               |
| 12      | Roger Walkowiak      | 75º     | 92                       | Jempy Schmitz            | 37º                      | 152               | Roger Chaussabel    | 70º               |
| Italia  | Italia               | Italia  | Svizzera / Germania      | Svizzera / Germania      | Svizzera / Germania      | Ovest / Sud-Ovest | Ovest / Sud-Ovest   | Ovest / Sud-Ovest |
| 21      | Pierino Baffi        | 63º     | 101                      | Ernest Ecuyer            | 74º                      | 161               | Jean Bourlès        | R 21ª             |
| 22      | Emilio Bottecchia    | 38º     | 102                      | Walter Favre             | 78º                      | 162               | Jean Gainche        | 29º               |
| 23      | Rizzardo Brenioli    | 43º     | 103                      | Anton Graeser            | 30º                      | 163               | Maurice Lavigne     | R 7ª              |
| 24      | Nino Catalano        | 19º     | 104                      | Jean-Claude Gret         | 67º                      | 164               | Camille Le Menn     | 54º               |
| 25      | Gilberto Dall'Agata  | 50º     | 105                      | Hans Hollenstein         | R 20ª                    | 165               | Eugène Letendre     | R 10ª             |
| 26      | Giuseppe Fallarini   | R 7ª    | 106                      | Ernst Traxel             | 42º                      | 166               | Jean Malléjac       | R 15ª             |
| 27      | Vito Favero          | 2º      | 107                      | Gunther Debussmann       | R 6ª                     | 167               | Robert Roudaut      | R 18ª             |
| 28      | Gianni Ferlenghi     | 24º     | 108                      | Lothar Friedrich         | 12º                      | 168               | Joseph Morvan       | 35º               |
| 29      | Pietro Nascimbene    | 34º     | 109                      | Mathias Loder            | R 15ª                    | 169               | Fernand Picot       | 49º               |
| 30      | Gastone Nencini      | 5º      | 110                      | Reinhold Pommer          | R 11ª                    | 170               | Tino Sabbadini      | 53º               |
| 31      | Arrigo Padovan       | 45º     | 111                      | Franz Reitz              | 36º                      | 171               | Joseph Thomin       | 18º               |
| 32      | Giuseppe Pintarelli  | 65º     | 112                      | Horst Tüller             | 58º                      | 172               | Robert Varnajo      | R 17ª             |
| Belgio  | Belgio               | Belgio  | Internazionale           | Internazionale           | Internazionale           | Parigi / Nord-Est | Parigi / Nord-Est   | Parigi / Nord-Est |
| 41      | Jan Adriaenssens     | 4º      | 121                      | Adolf Christian          | 28º                      | 181               | Jean-Claude Annaert | 23º               |
| 42      | Jean Brankart        | R 20ª   | 122                      | Rudolf Maresch           | R 2ª                     | 182               | Armand Di Caro      | R 5ª              |
| 43      | Pino Cerami          | R 21ª   | 123                      | Antonino Baptista        | R 15ª                    | 183               | Nicolas Barone      | R 15ª             |
| 44      | Armand Desmet        | 33º     | 124                      | Antonio Barbosa Alves    | 76º                      | 184               | Stanislas Bober     | 73º               |
| 45      | Gilbert Desmet       | R 20ª   | 125                      | Seamus Elliott           | 48º                      | 185               | Jean Dacquay        | R 21ª             |
| 46      | Noël Foré            | R 15ª   | 126                      | Stan Brittain            | 68º                      | 186               | Serge David         | 51º               |
| 47      | Jos Hoevenaer        | 10º     | 127                      | Ron Coe                  | R 6ª                     | 187               | Édouard Delberghe   | 13º               |
| 48      | Marcel Janssens      | R 6ª    | 128                      | Brian Robinson           | R 20ª                    | 188               | André Dupré         | R 21ª             |
| 49      | Hendrik Luyten       | 52º     | 129                      | Hans Andresen            | 62º                      | 189               | Raymond Hoorelbeke  | 57º               |
| 50      | Jozef Planckaert     | 6º      | 130                      | Eluf Dalgaard            | R 5ª                     | 190               | Fernand Lamy        | 40º               |
| 51      | Martin Van Geneugden | 27º     | 131                      | Kaj-Allan Olsen          | R 15ª                    | 191               | Maurice Moucheraud  | R 19ª             |
| 52      | André Vlayen         | R 15ª   | 132                      | Fritz Ravn               | R 1ª                     | 192               | Maurice Quentin     | R 21ª             |
| Spagna  |                      |         |                          |                          |                          |                   |                     |                   |
| 61      | Federico Bahamontes  | 8º      |                          |                          |                          |                   |                     |                   |
| 62      | Salvador Botella     | R 21ª   |                          |                          |                          |                   |                     |                   |
| 63      | Miguel Bover         | 72º     |                          |                          |                          |                   |                     |                   |
| 64      | Jesús Galdeano       | 59º     |                          |                          |                          |                   |                     |                   |
| 65      | Fernando Manzaneque  | 20º     |                          |                          |                          |                   |                     |                   |
| 66      | Carmelo Morales      | R 13ª   |                          |                          |                          |                   |                     |                   |
| 67      | Francisco Moreno     | 71º     |                          |                          |                          |                   |                     |                   |
| 68      | Luis Otaño           | 56º     |                          |                          |                          |                   |                     |                   |
| 69      | Miguel Pacheco       | R 4ª    |                          |                          |                          |                   |                     |                   |
| 70      | Bernardo Ruiz        | 55º     |                          |                          |                          |                   |                     |                   |
| 71      | Julio San Emeterio   | R 1ª    |                          |                          |                          |                   |                     |                   |
| 72      | Antonio Suárez       | 64º     |                          |                          |                          |                   |                     |                   |